# Morte de Hugo Chávez
A morte de Hugo Chávez, presidente da Venezuela, ocorreu às 16h25m, hora local (20h55m UTC) de terça-feira, 5 de março de 2013, no Hospital Militar Dr. Carlos Arvelo da cidade de Caracas, sítio onde supostamente se encontrava a receber tratamento médico para aliviar uma infeção respiratória contraída durante a última intervenção cirúrgica para combater um câncer que o atacava, após estar quase três meses internado numa instituição de saúde em Havana (Cuba). Segundo várias agências noticiosas, no entanto, o anúncio foi feito horas depois do falecimento de Chávez, que teria ocorrido em Havana, tendo o corpo sido transportado para Caracas posteriormente.
O chanceler da Venezuela, Elías Jaua, confirmou oficialmente que Nicolás Maduro —ante a falta absoluta do presidente Chávez— assumiu a presidência de maneira interina. No dia seguinte ao seu falecimento, os restos mortais de Chávez foram trasladados para a sede da Academia Militar da Venezuela, onde se instalou imediatamente uma capela ardente. Entretanto, o funeral de Estado foi programado para sexta-feira, 8 de março, dia em que Maduro assumiu o cargo formalmente.